# Ceratopsyche smetanini
Ceratopsyche smetanini är en nattsländeart som beskrevs av Nimmo 1995. Ceratopsyche smetanini ingår i släktet Ceratopsyche och familjen ryssjenattsländor. Inga underarter finns listade i Catalogue of Life.